# 事故報告
事故報告（じこほうこく）とは、労働安全衛生法等の法令により、事業者に課せられる報告の一つであり、爆発等一定の事故が発生したときに事業者に提出が求められるものである。
厚生労働大臣等は、労働安全衛生法を施行するため必要があると認めるときは、事業者等に対し、必要な事項を報告させること等ができるとされていて（労働安全衛生法第100条1項）、この報告の対象となる事故が労働安全衛生規則に列挙されている。

## 概説
労働災害の防止は労働安全衛生法の最も重んじるところであるが、人的被害のない単なる事故は同法でいう「労働災害」には該当しない（労働安全衛生法第2条では「労働災害」を「労働者の就業に係る建設物、設備、原材料、ガス、蒸気、粉じん等により、又は作業行動その他業務に起因して、労働者が負傷し、疾病にかかり、又は死亡すること」と定義している）。しかしながら、人身被害のない事故であっても、それと労働災害との間は紙一重という場合が多いことは常識的に見ても当然首肯しうるところである。したがって、労働安全衛生法においては、人的被害を伴わず、従って労働災害の定義に該当しないボイラーの破裂など、一定の事故についても、事業者に対し報告を義務付けている。なお、人的被害を伴う事故の場合は事故報告と労働者死傷病報告の両方を合わせて提出しなければならないが、この場合、労働者死傷病報告と記載内容が重複する部分は事故報告の記載を省略することができる。

## 報告の対象となる事故
報告の対象となる事故は、以下の通り（労働安全衛生規則第96条1項、クレーン等安全規則第2条）。
1. 事業場又はその附属建設物[2]内で、次の事故が発生したとき
  - 火災又は爆発の事故（次号の事故を除く。）
  - 遠心機械、研削といしその他高速回転体の破裂の事故
  - 機械集材装置、巻上げ機又は索道の鎖又は索の切断の事故
  - 建設物、附属建設物又は機械集材装置、煙突、高架そう等の倒壊の事故
2. ボイラー[3]（小型ボイラーを除く。）の破裂、煙道ガスの爆発又はこれらに準ずる事故が発生したとき
3. 小型ボイラー、第一種圧力容器及び第二種圧力容器の破裂の事故が発生したとき
4. クレーン（吊上げ荷重0.5トン未満のクレーンを除く。）の次の事故が発生したとき
  - 逸走、倒壊、落下又はジブの折損
  - ワイヤロープ又はつりチェーンの切断
5. 移動式クレーン[4]（吊上げ荷重0.5トン未満の移動式クレーンを除く。）の次の事故が発生したとき
  - 転倒、倒壊又はジブの折損
  - ワイヤロープ又はつりチェーンの切断
6. デリック（吊上げ荷重0.5トン未満のデリックを除く。）の次の事故が発生したとき
  - 倒壊又はブームの折損
  - ワイヤロープの切断
7. エレベーター（吊上げ荷重0.5トン未満のエレベーター及び労働基準法別表第一第1号から第5号までに掲げる事業又は事務所以外の事業又は事務所に設置されるエレベーターを除く。）の次の事故が発生したとき
  - 昇降路等の倒壊又は搬器の墜落
  - ワイヤロープの切断
8. 建設用リフト[5]（吊上げ荷重0.25トン未満の建設用リフト及び0.25トン以上であってもガイドレールの長さが10メートル未満の建設用リフトを除く。）の次の事故が発生したとき
  - 昇降路等の倒壊又は搬器の墜落
  - ワイヤロープの切断
9. 簡易リフト[6]（吊上げ荷重0.25トン未満の簡易リフトを除く。）の次の事故が発生したとき
  - 搬器の墜落
  - ワイヤロープ又はつりチェーンの切断
10. ゴンドラの次の事故が発生したとき
  - 逸走、転倒、落下又はアームの折損
  - ワイヤロープの切断